# Замо
Замо (итал. Samo) је насеље у Италији у округу Ређо ди Калабрија, региону Калабрија.
Према процени из 2011. у насељу је живело 869 становника. Насеље се налази на надморској висини од 281 м.

## Становништво
| 1931. | 1936. | 1951. | 1961. | 1971. | 1981. | 1991. | 2001. | 2011. |
| ----- | ----- | ----- | ----- | ----- | ----- | ----- | ----- | ----- |
| 1.073 | 1.170 | 1.395 | 1.399 | 1.199 | 1.176 | 1.198 | 1.097 | 871   |